# 10662 Peterwisse
10662 Peterwisse è un asteroide della fascia principale. Scoperto nel 1973, presenta un'orbita caratterizzata da un semiasse maggiore pari a 2,7635199 UA e da un'eccentricità di 0,0994575, inclinata di 4,18327° rispetto all'eclittica.